# 北和镇
北和镇，是中华人民共和国广东省湛江市雷州市下辖的一个乡镇级行政单位。

## 行政区划
北和镇下辖以下地区：
北和社区、康港社区、北糖社区、鹅感村、标角村、调逻村、博怀村、格内村、新家村、洋家村、高蓬村、斗六村、北和村、红屋村、北样村、金竹村、英刀村、交寮村、和家村、贤洋村、调和村、那胆村、调罗村、潭葛村、康村、吴蓬村、境庄村、刘张村、徐黄村、南边黄村和盐庭村。